# Psychische und Verhaltensstörungen durch Sedativa oder Hypnotika
Psychische und Verhaltensstörungen durch Sedativa oder Hypnotika sind eine Gruppe von
Abhängigkeitserkrankungen aufgrund wiederholter Einnahme von Sedativa oder Hypnotika.

## Ursachen und Hintergründe
Schlafstörungen sind meist die Ursache für die Verordnung von Hypnotika, bei Sedativa ist eine Beruhigung tagsüber das Ziel.
Missbrauch von illegal beschafften, rezeptpflichtigen Medikamenten wird in Deutschland bislang überwiegend bei Konsumenten illegaler Rauschdrogen beobachtet. Insgesamt ist davon auszugehen, dass auch bei Aufnahme in eine stationäre Behandlung Missbrauch oder Abhängigkeit von Medikamenten oft hinter der einweisungsveranlassenden gesundheitlichen Krise verborgen bleibt und nicht oder erst zu einem späteren Zeitpunkt entdeckt wird. Ein Abhängigkeitssyndrom ist durch ein Vorhandensein mindestens dreier der folgenden Punkte definiert:
- Ein starker Wunsch oder eine Art Zwang, psychotrope Substanzen zu konsumieren.
- Verminderte Kontrollfähigkeit bezüglich des Beginns, der Beendigung und der Menge des Konsums.
- Ein körperliches Entzugssyndrom bei Beendigung oder Reduktion des Konsums, nachgewiesen durch substanzspezifische Entzugssymptome oder durch die Aufnahme der gleichen oder einer nahe verwandten Substanz, um Entzugssymptome zu mildern oder zu vermeiden.
- Nachweis einer Toleranz. Um die ursprünglich durch niedrigere Dosen erreichten Wirkungen der psychotropen Substanz hervorzurufen, sind zunehmend höhere Dosierungen erforderlich.
- Fortschreitende Vernachlässigung anderer Vergnügen oder Interessen zugunsten des Substanzkonsums, erhöhter Zeitaufwand, um die Substanz zu beschaffen, zu konsumieren oder sich von den Folgen zu erholen.
- Anhaltender Substanzkonsum trotz des Nachweises eindeutiger schädlicher Folgen, wie z. B. Leberschädigung durch exzessives Trinken, depressive Verstimmungen infolge starken Substanzkonsums oder drogenbedingte Verschlechterung kognitiver Funktionen. Es sollte dabei festgestellt werden, dass der Konsument sich tatsächlich über Art und Ausmaß der schädlichen Folgen im Klaren war oder dass zumindest davon auszugehen ist.[3] Der regelmäßige Gebrauch von Beruhigungsmitteln und Schlaftabletten schafft viele Probleme.[4] Der Konsum von Hypnotika und Sedativa führt auf die Dauer zur Abhängigkeit.[5] Mit dem Gedanken, man brauche das Mittel, nehmen Patienten eine derartige Droge also weiter ein – statt mit der Vorstellung, möglicherweise davon abhängig zu sein.[6] Schlaf- und Beruhigungsmittel wirken lediglich gegen die Symptome, nicht gegen die Ursachen der Beschwerden.[6]

## Schädlicher Gebrauch von Benzodiazepinen
Als schädlicher Gebrauch von Benzodiazepinen (vor Einführung der ICD-10: Missbrauch von Benzodiazepinen) wird jener Konsum von angstlösend und sedierend wirkenden polyzyklischen organischen Verbindungen bezeichnet, der zu einer physischen oder psychischen Gesundheitsschädigung führt.
Bei Benzodiazepinen kann sich schon bei therapeutischen Dosierungen (also bestimmungsgemäßer Einnahme) nach relativ kurzer Zeit eine schwere körperliche Abhängigkeit entwickeln. Diese ist durch keine Dosissteigerung gekennzeichnet, sodass sich die Abhängigkeitskriterien der WHO nur bedingt anwenden lassen.
Die Bundesärztekammer wies schon 2007 im Leitfaden Medikamente – schädlicher Gebrauch und Abhängigkeit darauf hin, dass bei kontinuierlicher Einnahme auch bei niedriger Dosis die Gefahr einer Abhängigkeit besteht.
Diese Form der Abhängigkeit wird auch low dose dependency genannt.
Als mögliche Gesundheitsschädigungen gelten:
- Störungen der Gedächtnisfunktion (amnestische Störungen), vor allem bei hoher Dosierung und bei schnell anflutenden Substanzen (wie Alprazolam, Diazepam, oder Lorazepam)
- Verhaltensstörungen in Kombination mit Alkohol (auch in kleinen Mengen)
- paradoxe Wirkungen mit Zunahme von Angst- oder Schlafstörungen unter der Medikation
- psychomotorische Verlangsamung mit erhöhter Unfallgefährdung, vor allem bei älteren Menschen und bei Verwendung lang wirksamer Substanzen.

Die allgemeinen Richtlinien zum therapeutischen Einsatz der Benzodiazepine lauteten 2008, dass diese Medikamente in einer klaren Indikationsstellung (also eindeutig begründet), in der niedrigstmöglichen Dosierung über den kürzestmöglichen Zeitraum und insgesamt nicht länger als wenige Wochen gegeben werden sollten.
Es wird geschätzt, dass es bundesweit etwa 1,5 Millionen Benzodiazepin-Abhängige gibt, wovon zwei Drittel Frauen im höheren Alter sind (Stand 2016).